# La legge (film)
La legge (La loi) è un film del 1958 diretto da Jules Dassin, tratto dall'omonimo romanzo La legge di Roger Vailland.

## Trama
In un paesino della Corsica si intrecciano le storie di diversi personaggi:
Don Cesare è una sorta di signorotto locale, appassionato di arte antica ha al suo servizio Tonio al quale ha fatto sposare Giulia la sua serva ed ex amante; Marietta, la figlia più piccola di Maria, vive in casa di Don Cesare con la madre e le sorelle Marta ed Elvira, l'uomo la apprezza per il suo carattere ribelle e indipendente, lei ama Enrico l'agronomo arrivato da poco dal continente ma prima di sposarlo vorrebbe diventare ricca; il commissario di polizia Attilio, sposato con due figlie, ha una relazione clandestina con Giuseppina, amica della moglie Anna; Donna Lucrezia, moglie infelice del giudice ha iniziato da poco una relazione con il giovane Francesco Brigante, studente di legge: Matteo Brigante, padre di Francesco, crede di poter avere tutto e tutti imponendo la sua "legge" soprattutto su Tonio con l'aiuto di Pizzaccio, l'unica a non cedere è Marietta.
Alla festa patronale Enrico assiste alla crudele umiliazione di Tonio vittima del gioco della "legge" di Matteo Brigante e Pizzaccio, Marietta riesce a rubare un portafoglio pieno di soldi ad un turista svizzero e un suo amico sottrae proprio a Matteo il suo coltello mentre Donna Lucrezia si fa aiutare da Giuseppina per dare un messaggio al giovane Francesco. Il giorno seguente Marietta sorprende Enrico dichiarandosi innamorata ma vuole diventare sua moglie e non la sua amante, Francesco e Lucrezia si incontrana di nascosto e decidono di partire assieme.
Matteo tenta di sedurre Marietta ma la ragazza non cede e lo sfregia con il suo coltello nascondendo poi il portafoglio vuoto dello svizzero nella sua giacca. L'uomo torna in paese ma prima avvisa Pizzaccio che nessun paesano deve fare commenti sulla sua ferita. Sulla spiaggia l'uomo scopre un messaggio per il figlio portato da Giuseppina e la costringe a rivelare l'identità della donna e i loro piani, l'indomani prenderanno la corriera per Bastia per non tornare più al paese. Alla partenza della corriera Matteo intimidisce il figlio che alla fine decide di non partire più e Lucrezia si ritrova sola. Nel frattempo Enrico si confida con Marietta, si ritiene povero e non vuole affrontare la vita matrimoniale senza soldi e la ragazza felice gli fa vedere i soldi che ha preso allo svizzero ma il giovane li costringe a restituirli ma lei prima deve tornare da Don Cesare che ha avuto un malore.
Don Cesare sofferente informa la ragazza che le lascerà in eredità la casa e la convince a restituire i soldi rubati. Poco dopo si presentano il giudice, il commissario e Brigante in manette, l'uomo è stato arrestato con l'accusa di furto ma lui a sua volta ha accusato Marietta. Don Cesare restituisce i soldi dicendo che sono stati trovati da un suo contadino nella palude e fa in modo che Matteo venga umiliato nel gioco della legge gestito da Marietta e Tonio. Ha parole dure anche per il commissario mentre regala un vaso antico al giudice, l'unico che merita rispetto.
La sera Donna Lucrezia torna e trova Matteo ad attenderla, l'uomo la porta a casa sua con l'intento di sedurla ma la donna, che inizialmente sembra cedere, si lancia dal balcone. Quasi nello stesso momento anche Don Cesare muore. Il giorno dopo Francesco parte, e anche i vecchi amici voltano le spalle a Matteo Brigante che non potrà più fare "la legge" mentre Marietta prende possesso della casa dove andrà a vivere con Enrico che sposerà a breve.

## Produzione
Le riprese si sono svolte in particolare nel Gargano: precisamente a Carpino, mentre alcune scene sono state riprese a Rodi Garganico, Ischitella, Peschici e San Menaio. La località "Baia di Manacore" esiste veramente a breve distanza da Peschici. È uno dei primi film girati sul promontorio del Gargano. Se nel romanzo e nella versione francese la storia è ambientata nel Gargano, nella versiona italiana l'ambientazione della storia viene spostata in Corsica.

## Distribuzione

### Edizioni
Il film è stato distribuito in
- Italia - La legge
- Francia - La loi
- Stati Uniti - Where the Hot Wind Blows!
- Regno Unito - The Law
- Spagna - La Ley
- Jugoslavia - U Procepu